# William Howard, 1:e baron Howard av Effingham

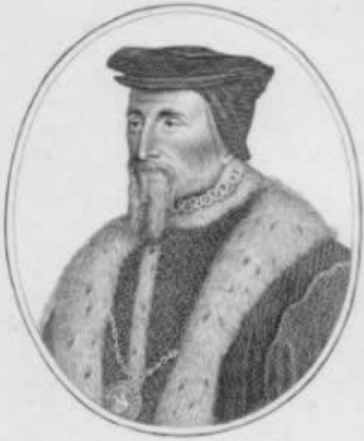
William Howard, 1:e baron Howard av Effingham.

William Howard, född omkring 1510, död 1573, var en engelsk adelsman, son till Thomas Howard, 2:e hertig av Norfolk och Agnes Howard, far till Charles Howard, 1:e earl av Nottingham.
Howard användes på 1530- och 1540-talet ofta av Henrik VIII i diplomatiska beskickningar, 1553 blev han storamiral och 1554 upphöjdes han till baron Howard av Effingham till lön för sitt försvar av London mot Wyatts upprorsförsök. 